# Angelo Tonolo

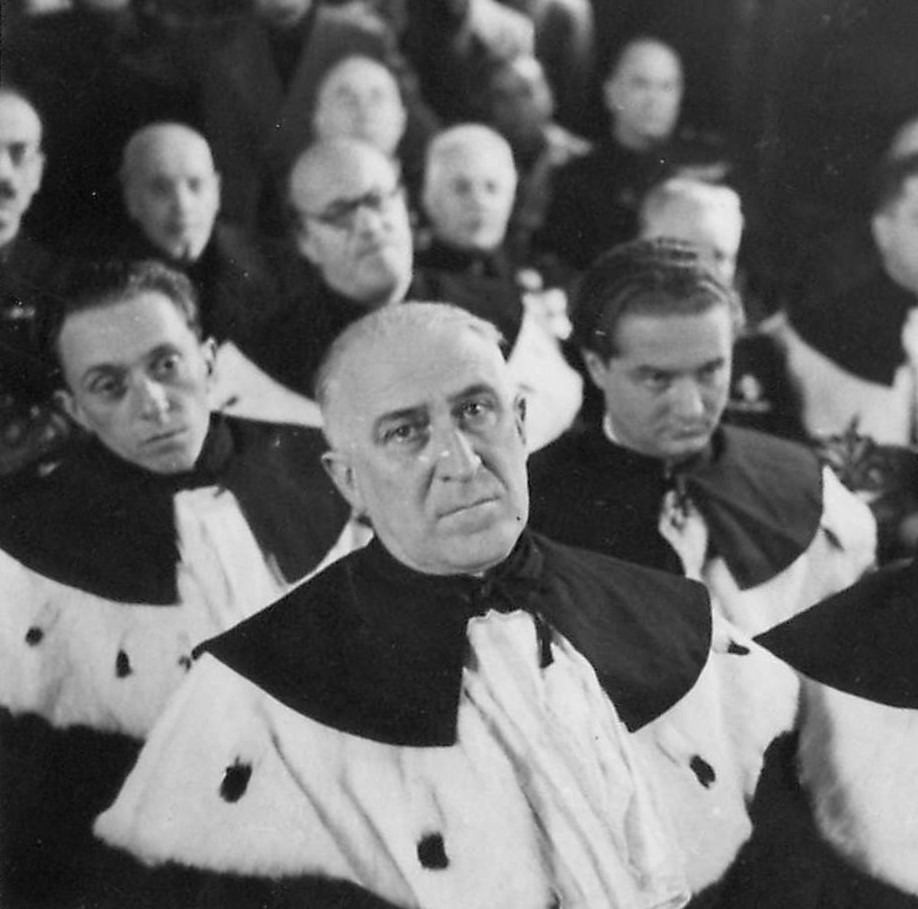
Angelo Tonolo

Angelo Tonolo (Casale sul Sile, 5 dicembre 1885 – Padova, 22 giugno 1962) è stato un matematico italiano.

## Biografia
Laureatosi in matematica all'Università di Padova, con Gregorio Ricci Curbastro e Tullio Levi-Civita fra i suoi docenti, dopo essere stato incaricato ed assistente per molti anni, nel 1930 conseguì l'ordinariato in analisi matematica presso l'Università di Ferrara, ma mantenendo incarichi di insegnamento nell'ateneo patavino. Ritornò quindi a Padova, dove ebbe modo di lavorare anche accanto a Francesco Flores D'Arcais, Giuseppe Veronese e Francesco Severi, che, assieme a Ricci Curbastro e Levi-Civita, contribuirono alla sua formazione di ricercatore e di docente. Nel 1924, conseguì pure la laurea in ingegneria civile. Nel 1956, dopo il collocamento in quiescenza, fu nominato professore emerito dell'Università di Padova.
La sua attività di ricerca riguardò principalmente le equazioni differenziali della fisica matematica, i metodi analitici e geometrici applicati alla meccanica classica ed alla fisica matematica, quindi si dedicò allo studio ed alla risoluzione di questioni inerenti alla geometria differenziale applicata alla meccanica, nonché all'analisi matematica sia pura che applicata.
Fu membro effettivo dell'Istituto Veneto di Scienze, Lettere ed Arti, dell'Accademia Galileiana di Scienze, Lettere ed Arti (già Accademia Patavina di Scienze e Lettere), dell'Accademia delle Scienze di Ferrara. Fu insignito della Medaglia d'oro dei benemeriti della Scuola e della Cultura, e della medaglia d'oro dell'Università di Ferrara.
Dal 1950, fu socio corrispondente dell'Accademia Nazionale dei Lincei.

## Alcune pubblicazioni
- Sull'integrazione delle equazioni fondamentali dell'elettrodinamica (Annali di Matematica Pura ed Applicata (1898 - 1922) Volume 17, Number 1, 29-59)
- Sulla integrazione delle equazioni elettromagnetiche di Maxwell-Hertz (Annali di Matematica Pura ed Applicata, Volume 8, Number 1, 233-261)
- Fondamenti di geometria metrica delle superficie dello spazio lineare a cinque dimensioni (Rendiconti del Circolo Matematico di Palermo (1884 - 1940) Volume 53, Number 1, 437-470)
- Equazioni intrinseche di equilibrio dell'elasticità negli spazî a curvatura costante.(Rendiconti del Seminario Matematico della Università di Padova, 1 (1930), p. 73-84)
- Sopra un sistema di equazioni differenziali relativo ai moti rigidi delle varietà riemanniane a tre dimensioni a curvatura costante (Rendiconti del Seminario Matematico della Università di Padova, 19 (1950), p. 250-272)
- Annibale Comessatti (Rendiconti del Seminario Matematico della Università di Padova, 15 (1946), p. 1-7), su rendiconti.math.unipd.it. URL consultato il 28 ottobre 2010 (archiviato dall'url originale il 4 marzo 2016).
- Sistemi isostatici dei corpi elastici negli spazi a curvatura costante. (Rendiconti del Seminario Matematico della Università di Padova, 2 (1931), p. 152-163)
- Sui sistemi isostatici con sforzi costanti di un mezzo elastico in equilibrio (Annali della Scuola Normale Superiore di Pisa, Classe di Scienze, 2ª serie, Tomo I n. 3, 1932, p. 277-282)
- Sugli spazi riemanniani normali ad n dimensioni. (Rendiconti del Seminario Matematico della Università di Padova, 26 (1956), p. 328-333)
- Commemorazione di Gregorio Ricci-Curbastro nel primo centenario della nascita. (Rendiconti del Seminario Matematico della Università di Padova, 23 (1954), p. 1-24)
- Commemorazione di Giuseppe Vitali (Rendiconti del Seminario Matematico della Università di Padova, 3 (1932), p. 67-81)
- Integrazione dell'equazione delle onde sferiche smorzate e forzate. (Rendiconti del Seminario Matematico della Università di Padova, 4 (1933), p. 52-66 )
- Sulle funzioni complesse di più variabili olomorfe di ordine n. (Rendiconti del Seminario Matematico della Università di Padova,6 (1935), p. 9-20 )
- Teoria tensoriale delle deformazioni finite dei corpi solidi (Rendiconti del Seminario Matematico della Università di Padova, 14(1943), p. 43-117)

## Opere principali
- Lezioni di analisi algebrica e infinitesimale, CEDAM, Padova, 1933 (con successive edizioni e ristampe).
- Esercizi di analisi infinitesimale, CEDAM, Padova, 1948 (con successive edizioni e ristampe).